# Texican
Texican es el vigésimo quinto álbum de la banda de música norteña y tejana Intocable.
Además es el primer álbum recopilación de diversos géneros musicales de México como el huapango, el schotiz y la polca.
Es de los poco álbumes que tuvieron una edición limitada en Casete y en disco de vinilo.Esto debido principalmente a la difusión de la industria musical en formato digital.
Fue lanzado en YouTube, Spotify, Apple Music, Amazon Music entre otras plataformas digitales.

## Lista de canciones
| N.º   | Título                     | Duración |  |
| 1.    | «Me Quedé Sin Gas (Polka)» | 2:59     |  |
| 2.    | «El Terregal (Huapango)»   | 03:20    |  |
| 3.    | «Chula (Polka)»            | 02:55    |  |
| 4.    | «Rico Rico (Redova)»       | 01:53    |  |
| 5.    | «Los Coyotes (Polka)»      | 02:01    |  |
| 6.    | «La Gozadera (fiesta)»     | 03:59    |  |
| 7.    | «El Carrejo (schotiz)»     | 02:12    |  |
| 8.    | «El Tiroteo (Polka)»       | 02:54    |  |
| 9.    | «Nostalgia (vals)»         | 03:11    |  |
| 10.   | «Essencia - Texican Blues» | 02:30    |  |
| 11.   | «Canto De Acordeones»      | 02:37    |  |
| 30:36 |                            |          |  |